# 16253 Griffis
16253 Griffis este un asteroid din centura principală de asteroizi.

## Descriere
16253 Griffis este un asteroid din centura principală de asteroizi. A fost descoperit pe 29 aprilie 2000 la Socorro, New Mexico, în cadrul proiectului LINEAR. Asteroidul prezintă o orbită caracterizată de o semiaxă mare de 3,04 ua, o excentricitate de 0,14 și o înclinație de 11,3° în raport cu ecliptica.